# Savanna (Illinois)
Savanna je grad u američkoj saveznoj državi Ilinois. Prema popisu stanovništva iz 2010. u njemu je živjelo 3.062 stanovnika.